# Pieter Hellendaal
Pieter Hellendaal, także Helendale, Hellendael, Hellendahl, Holdandael, Hollandall, Hollendale (ochrzczony 1 kwietnia 1721 w Rotterdamie, zm. 19 kwietnia 1799 w Cambridge) – holenderski kompozytor, organista i skrzypek.

## Życiorys
Jako dziecko przeprowadził się wraz z rodziną do Utrechtu, gdzie później był organistą w kościele św. Mikołaja. W 1737 roku wyjechał do Amsterdamu. Tam został podopiecznym miejskiego sekretarza Mattheusa Lestevenona, który posłał go na studia u Giuseppe Tartiniego do Padwy. Po powrocie do Amsterdamu w 1743 roku prowadził działalność jako skrzypek. W latach 1749–1751 studiował na Uniwersytecie Lejdejskim. W 1752 roku wyjechał do Londynu. Był organistą w kościele św. Małgorzaty w King’s Lynn (1760), Pembroke College (1762) i Peterhouse (1777). Ceniony jako skrzypek, brał udział w przedstawieniach Acisa i Galatei (1754) i Mesjasza Georga Friedricha Händla (1763).

## Twórczość
Twórczość Hellendaala, oparta na wzorcach włoskich, reprezentuje schyłkowy barok. Przeważa w niej tradycyjna technika polifoniczna. Skomponował 29 sonat na skrzypce i basso continuo, 8 sonat na wiolonczelę i basso continuo, 6 concerti grossi, ponadto koncerty na skrzypce i klawesyn, utwory chóralne, kantatę Strepton and Myrtilla. Sonaty skrzypcowe Hellendaala mają formę trzyczęściową, z powolnymi ustępami skrajnymi i popisowymi kadencjami.